# Breakup Buddies
Pour plus de détails, voir Fiche technique et Distribution.
Breakup Buddies (心花路放, Xin hua lu fang) est un film chinois réalisé par Ning Hao, sorti en 2014.

## Fiche technique
- Titre original : 心花路放 (Xin hua lu fang)
- Titre international : Breakup Buddies
- Réalisation : Ning Hao
- Scénario : Runnian Dong, Xiaohang Sun, Aina Xing, Xiaojun Yue, Disa Zhang et Yifan Zhang
- Musique : Nathan Wang
- Pays d'origine : Chine
- Genre : comédie dramatique
- Date de sortie : 2014

## Distribution
- Huang Bo : Geng Hao
- Xu Zheng : Hao Yi
- Yuan Quan : Kang Xiaoyu
- Zhou Dongyu : Zhou Lijuan
- Xia Yu : l'ex de Kang Xiaoyu
- Ning Hao : Yue Xiaojun